# Tatort: Baum fällt
Baum fällt ist ein Fernsehfilm aus der Krimireihe Tatort, der erstmals am 24. November 2019 im ORF, im Programm Das Erste und auf SRF 1 ausgestrahlt wurde. Es ist die 1110. Folge der Reihe, der 46. Fall des österreichischen Ermittlers Moritz Eisner und der 22. gemeinsame Fall des Ermittlerteams Eisner/Fellner.

## Handlung
In diesem Fall werden Eisner und Fellner, sehr zu ihrem Missfallen, an den Fuß des Großglockners abkommandiert, wo Hubert Tribusser, der Juniorchef des gleichnamigen Holzunternehmens, vermisst wird. Dessen Vater ist ein Bekannter des Wiener Polizeipräsidenten und möchte die Ermittlungen nicht dem örtlichen Polizeiposten überlassen. Im Heizkessel des betriebseigenen Kraftwerks wird schließlich das, anhand der Seriennummer identifizierte, Schultergelenk aus Titan von Hubert Tribusser gefunden. In Heiligenblut am Großglockner trifft Eisner auf den örtlichen Polizeichef Alois Feining, den Eisner noch von einem seiner ersten Mordfälle her kennt. Feining, mit dem sich Eisner ganz gut versteht, versorgt die beiden Wiener Ermittler mit lokalem Insiderwissen.
Der Bruder des Mordopfers, Klaus Tribusser, bringt Fellner und Eisner auf den Umweltaktivisten Holzer. Gegen den hatten die Tribussers eine Klage laufen; Holzer beteuert allerdings seine Unschuld. Auch der Hotelier Drobnig ist nicht gut auf die Tribussers zu sprechen, seit sein Sohn bei einem Arbeitsunfall in deren Unternehmen ums Leben gekommen ist. Um eine Klage abzuwenden, wurde Drobnig damals finanziell entschädigt. Anhand der Uhrzeit, zu der die Alarmwarnung des Heizkessels ausgeschaltet wurde, wird ein möglicher Tatzeitraum festgestellt. Holzer hat eine Eintragung im Strafregister wegen Körperverletzung, zudem wurde er von seiner Nachbarin zur Tatzeit beim Verlassen des Hauses beobachtet. Er gibt an, die ganze Nacht mit einem verheirateten Mann verbracht zu haben.
Bei der Suche nach Täter und Motiv finden die Ermittler heraus, dass sich der Tote unter anderem Geld aus der Firmenkasse genommen und Affären mit Johanna Tribusser, der Frau seines Bruders Klaus, sowie mit seiner Angestellten, der Buchhalterin Margit Prix, hatte. Klaus Tribusser zählt damit wegen der Affäre seiner Frau ebenfalls zu den Tatverdächtigen, er hat kein Alibi. Drobnig hatte Klaus und Hubert bei einem Streit beobachtet. Klaus hatte Hubert gedroht, deren Vater von der Veruntreuung der Firmengelder zu erzählen.
Hubert hatte Flugtickets nach Mauritius gebucht, die Tickets waren auf ihn und Valli Granitzer, die ebenfalls im Unternehmen der Tribussers arbeitet, gebucht. Vallis Mann Andi zählt somit ebenfalls zu den Tatverdächtigen. Fellner findet heraus, dass Valli Granitzers Mutter Maria eine Beziehung mit Alois Feining hat und er somit in dem Fall befangen ist.
In der Folge gesteht Feining zunächst, dass Hubert Tribusser im Zuge einer Polizeikontrolle tödlich verunfallt ist; Andi Granitzer habe ihm bei der Entsorgung der Leiche im Kraftwerk geholfen. Nachdem ihm Eisner das Geständnis nicht abnimmt, bringt Fellner Maria Granitzer in den Raum. Sie gesteht sofort, dass sie Tribusser erschlagen habe, als dieser ihren Schwiegersohn Andi gewürgt habe.  Die beiden seien in Streit geraten, als Tribusser einen Privatkredit plötzlich fällig stellen wollte. Andi und Alois hätten die Leiche anschließend im Brennofen entsorgt.

## Produktion

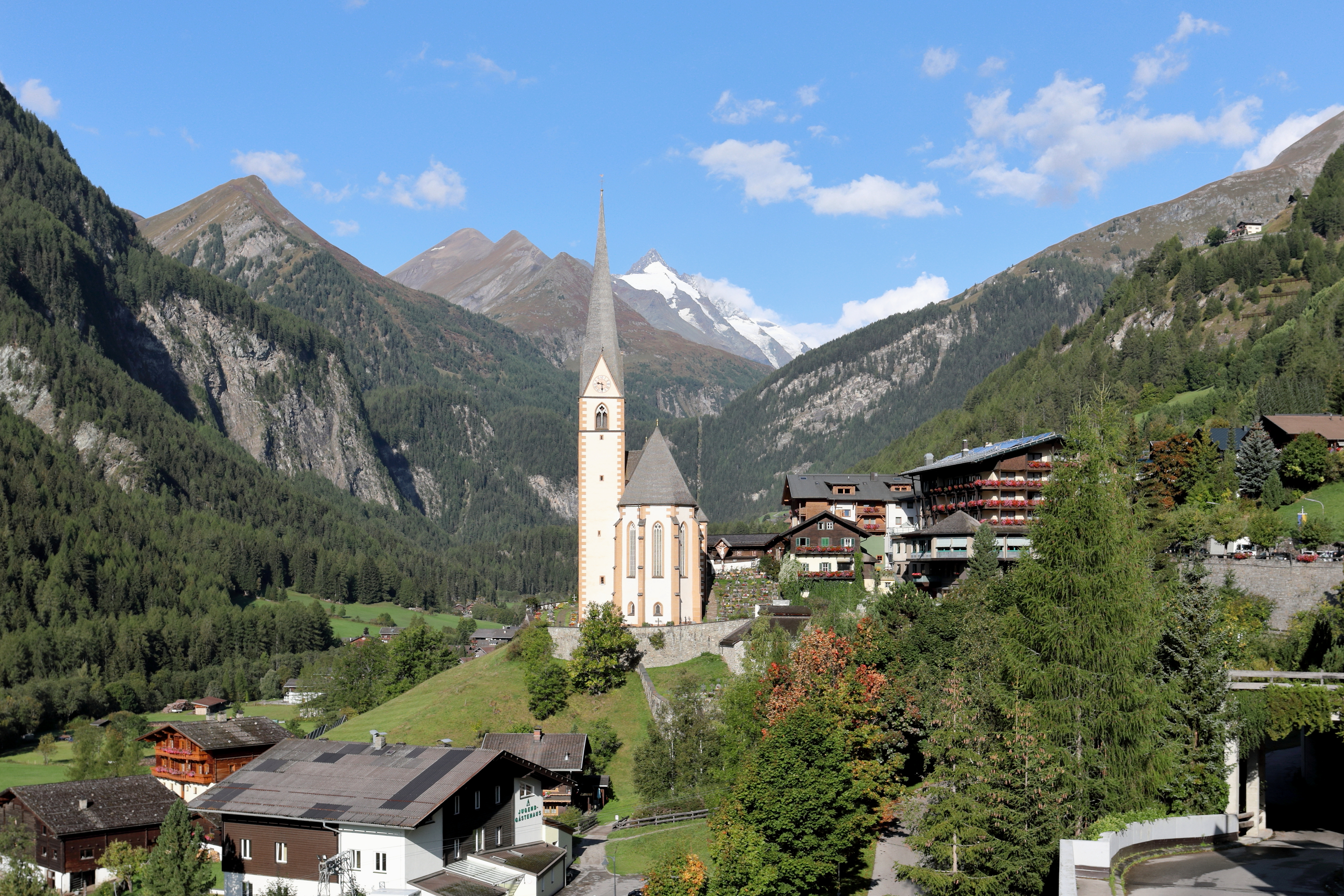
Einer der Drehorte: Heiligenblut am Großglockner

Gedreht wurde der 22. gemeinsame Tatort-Fall von Eisner und Fellner vom 21. August bis zum 18. September 2018 in Kärnten. Drehorte waren Heiligenblut am Großglockner und Umgebung sowie Sachsenburg, unter anderem im Sägewerk des Unternehmens Hasslacher an dessen Sachsenburger Standort.
Entstanden ist diese Tatort-Folge bei der Graf Filmproduktion GmbH des Kärntner Produzenten Klaus Graf, unterstützt vom Land Kärnten. Für den Ton zeichnete Max Vornehm verantwortlich, für das Szenenbild Christine Egger, für die Kostüme Caterina Czepek  und für das Maskenbild Monika Puymann und Birgit Hirscher.
Für Drehbuchautorin Agnes Pluch war dies der erste Film aus der Reihe Tatort. Ihr Ziel war unter anderem, zu thematisieren, wie Eisner am Beginn seiner Berufslaufbahn war und welche Ideale er damals hatte. Weiterhin beabsichtigte Pluch, den Zuschauern den illegalen Holzeinschlag in Osteuropa bewusst zu machen. Nikolaus Leytner inszenierte nach Operation Hiob (2010) zum zweiten Mal einen ORF-Tatort. Nach Unvergessen (2013) ist dies ein weiterer Tatort aus Kärnten.
Da die Folge schon 2018 gedreht wurde, war bei ihrer Ausstrahlung Ende 2019 in einer Nebenrolle mit Verena Altenberger eine Schauspielerin zu sehen, die als Polizeioberkommissarin „Bessie“ Eyckhoff im Polizeiruf München von 2019 bis 2023 ermittelte. Die Konstellation, dass Tatort- oder Polizeiruf-Kommissare in einer anderen Folge einer dieser Serien in einer Nebenrolle zu sehen sind, wird sonst nach Möglichkeit vermieden.

## Musik
Im Film werden die folgenden Musikstücke verwendet (Komponist, Titel, Interpret):
- George David Weiss, George Douglas: What a Wonderful World (Interpret: Louis Armstrong)
- Dieter Aichwalder: Hahnenfuss Polka (Interpreten: Diexer Edelweiß Trio)
- Mick Jagger, Keith Richards: You Can’t Always Get What You Want (Interpreten: Rolling Stones)
- Mick Jagger, Keith Richards: Let’s spend the night together (Interpreten: Rolling Stones)
- Mick Jagger, Keith Richards: Paint It Black (Interpreten: Rolling Stones)
- Norman Meade: Time is on my side (Interpreten: Rolling Stones)
- Buddy Holly, Norman Petty: Not fade away (Interpreten: Rolling Stones)
- George Gershwin: Summertime (Interpreten: Ella Fitzgerald und Louis Armstrong)

## Rezeption

### Kritiken
Tilmann P. Gangloff befand bei tittelbach.tv, dass der Film dem üblichen Krimischema gehorche. Gemessen am sonstigen Schaffen von Leytner wirke dieser Film wie eine Fingerübung. Sehenswert und sehr erheiternd sei allerdings das Zusammenspiel von Harald Krassnitzer und Karl Fischer als frühere Freunde. Den Sinnspruch des von Fischer dargestellten örtlichen Polizeichefs, sich angesichts der Umwege des Lebens wenigstens an der Landschaft zu erfreuen, habe sich Leytner offenkundig zu Herzen genommen.
Ähnlich urteilte Jens Szameit (Weser Kurier/teleschau/prisma.de), der meinte, dass die Folge landschaftlich von schwer zu schlagendem Idyllwert sei. „Kein denkbarer Kranschwenk wurde ausgelassen, um die Berge und Täler Kärntens so malerisch in Szene zu setzen, wie sie ja fraglos sind. Eisner stapft am Fuße des Großglockners trotzdem umeinand mit einer Laune wie eine Gerölllawine.“ Es gehöre nicht zum Originellsten, aber zum Schönsten dieses Alpenkrimis, wie Eisner und Feining „bei Flaschenbier und Tischfußball verpassten Lebenschancen nachtrauern und die Rolling Stones intonieren, so schief, dass sich die Dachbalken biegen.“
Christian Buß von Spiegel Online bezeichnete diese Folge als „archaisches Alpendrama“, der Tonfall sei sympathisch rustikal. Die Abhänge der Gegend würden in schönen Kamerafahrten und -flügen vermessen, die menschlichen Abgründe legten die Filmemacher danach als Kammerspiel in klaustrophobischer Holztäfelung frei. Das Alpendrama spiele klassisch die Abhängigkeitsverhältnisse zwischen Schlägereien in der Schankwirtschaft und Schäferstündchen im Nadelwald durch. Am Ende störe es erheblich, dass viele der Frauenfiguren schwach umrissen blieben; sie seien fast durchgehend auf Zuspruch und Zuwendung der Männer angewiesen. Das wirke dann nicht dem Genre des Bergdramas gemäß archaisch, sondern allenfalls anachronistisch.

### Einschaltquote
Die Erstausstrahlung von Baum fällt am 24. November 2019 wurde in Deutschland von 9,92 Millionen Zuschauern gesehen und erreichte einen Marktanteil von 28,4 % für Das Erste.
Im ORF wurde die Erstausstrahlung von durchschnittlich 1.073.000 Sehern verfolgt, der Marktanteil lag bei 32 Prozent. Damit lag dieser Kärnten-Krimi laut ORF auf Platz sieben im Reichweiten-Ranking aller Tatort-Folgen seit 1995.